# Guede (Allariz)
Guede es un lugar situado en la parroquia de Folgoso, del concello de Allariz, en la provincia de Orense, Galicia, España.